# Trautmannsdorf in Oststeiermark
Trautmannsdorf in Oststeiermark is een plaats en voormalige gemeente in de Oostenrijkse deelstaat Stiermarken. Het is sinds 2015 een ortschaft van de gemeente Bad Gleichenberg, die deel uitmaakt van het district Südoststeiermark.
De gemeente Trautmannsdorf in Oststeiermark telde in 2014 877 inwoners. In 2015 ging ze bij een herindeling, samen met Bairisch Kölldorf en Merkendorf, op in de gemeente Bad Gleichenberg.
Bad Gleichenberg · Bad Radkersburg · Deutsch Goritz · Edelsbach bei Feldbach · Eichkögl · Fehring · Feldbach · Gnas · Halbenrain · Jagerberg · Kapfenstein · Kirchbach-Zerlach · Kirchberg an der Raab · Klöch · Mettersdorf am Saßbach · Mureck · Paldau · Pirching am Traubenberg · Riegersburg · Sankt Anna am Aigen · Sankt Peter am Ottersbach · Sankt Stefan im Rosental · Straden · Tieschen · Unterlamm
- Gemeinsame Normdatei: 1202885535
- Virtual International Authority File: 3884157952114665600002